# Annagrete Lehmann
Annagrete Lehmann, née le 10 septembre 1877 à Lunebourg (Province de Hanovre) et morte le 7 août 1954 à Berlin, est une enseignante et femme politique allemande, membre du DNVP.

## Biographie
Elle est la fille d'Albert Lehmann, un chef de gare. Après avoir fréquenté une école secondaire de jeunes filles à Berlin, elle sort diplômée du séminaire d'enseignants de l'École royale Augusta à Berlin-Steglitz, qu'elle complète en 1898 avec un examen pour enseigner. Elle travaille jusqu'en 1907 comme professeur dans une école privée de Berlin. À partir de 1908, elle est professeur à l'École royale Augusta. En 1913, elle obtient un examen d'État. Elle enseignait l'allemand et la géographie.
Entre 1921 et 1928, elle est membre du Parlement prussien. Lors des élections législatives de mai 1928, elle est élue sous l'étiquette du DNVP députée au Reichstag, où elle siège jusqu'en 1933. Elle a présidé le Comité des femmes du DNVP.

## Sources
- (de) Cet article est partiellement ou en totalité issu de l’article de Wikipédia en allemand intitulé « Annagrete Lehmann » (voir la liste des auteurs).